# PC-UNIX
PC-UNIXとは、パソコン(PC)で動作するUNIX互換オペレーティングシステムの総称である。
1980年代終盤まで、UNIXは複数人が利用する高速な汎用計算機か、個人用としてはかなり高価なワークステーションでしか動作しないOSと見られていたが、90年代初頭には一般家庭で使われるようなパーソナルコンピュータの処理能力がUNIXの機能を動作させるためには最低限度の機能を備えたため、UNIXを実装して動作させることが出来るようになった。そのため、高価な汎用計算機のUNIXとの対比という意味でこの名称が用いられている。
ただ、PC-UNIXが提供され始めた頃は、PCの方にUNIXを動かすのに必要な機能(メモリ管理機能)がない場合があり、そのような場合にはメモリ管理機能をハードウェアで提供するための専用ボードが必要な場合もあった。PC9800シリーズ用のPC-UX Ver 1.0はそのような方式であった。
PC-UNIXは、オープンソースソフトウェアあるいは自由ソフトウェアとして提供される物が多いが、プロプライエタリソフトウェアのものも存在する。

## PC-UNIXの例
- MINIX
- CentOS
- Debian
- Linux
- Ubuntu
- FreeBSD
- NetBSD
- OpenBSD
- PANIX
- XENIX
- Solaris/OpenSolaris
- macOS
- QNX